# Pedro Joaquín Hernández Cantarero
brasão
Pedro Joaquin Hernández Cantarero CMF (Jinotepe, 29 de junho de 1954) é Vigário Apostólico de Darién.
Hernández Cantarero estudou na Costa Rica, Colômbia (Medellin) e Espanha (Salamanca), onde obteve a licenciatura em teologia da vida consagrada. Em 15 de novembro de 1986 foi ordenado sacerdote da Ordem Claretiana. Foi então, entre outras coisas, instrutor dos aspirantes de sua ordem (1987-1988) e responsável pela educação filosófica dos claretianos na Guatemala (1988-1989). De 1989 a 1991 estudou na Pontifícia Universidade de Salamanca. Desde 1996 dirigiu o centro de formação claretiana para seminaristas em Kinshasa (República Democrática do Congo), onde também lecionou como professor de espiritualidade e estudos bíblicos.
Em 12 de fevereiro de 2005, o Papa João Paulo II o nomeou Vigário Apostólico de Darién e Bispo Titular de Thabraca. O núncio apostólico no Panamá, Dom Giacomo Guido Ottonello, o consagrou bispo em 19 de março do mesmo ano; Os co-consagradores foram José Dimas Cedeño Delgado, Arcebispo do Panamá, e Carlos María Ariz Bolea CMF, Bispo de Colón-Kuna Yala.